# Robert Wohlmuth
Robert Wohlmuth, né à Vienne le 28 mai 1902 et mort à Lake Worth Beach le 29 avril 1987, est un réalisateur autrichien.

## Filmographie partielle
- 1927 : Das Recht zu leben (en)
- 1928 : Liebe im Mai (en)
- 1929 : Wenn der weiße Flieder wieder blüht (en)
- 1929 : Das Mädchenschiff (en)
- 1930 : Das Kabinett des Dr. Larifari
- 1936 : Fräulein Lilli (en)